# Авеска, Жуделин
Жуделин Авеска (англ. Judelin Aveska; род. 21 октября 1987, Порт-Марго, Гаити) — гаитянский футболист, защитник клуба «Хан Юань». Выступал за сборную Гаити.

## Клубная карьера
Жуделин начал карьеру в аргентинском клубе «Ривер Плейт». Для получения игровой практики он был отдан в аренду в «Индепендьенте Ривадавия». 2 сентября 2008 года в матче против «Бельграно» он дебютировал в Примере B. После окончания аренды Авеска заключил с командой соглашение на постоянной основе. В 2013 году Жуделин перешёл в «Химнасию Хухуй». 7 сентября в поединке против «Сармьенто» он дебютировал за новый клуб.
В 2014 году Авеска покинул «Химнасию» и недолго играл команду одной из низших лиг «Атлетико Хувентуд Университарио». В начале 2015 года он присоединился к клубу «Альмагро».
В августе 2015 года Авеска перешёл в индийский клуб «Мохун Баган», но покинул клуб уже в январе, ещё до начала сезона, ни разу не сыграв в чемпионате.

## Международная карьера
В 2009 году Жуделин попал в заявку сборной Гаити на участие в Золотого кубка КОНКАКАФ. 5 июля в матче турнира против сборной Гондураса он дебютировал за национальную команду. Также Авеска сыграл в поединках против Гренады, США и Мексики.
В 2014 году в отборочном матче чемпионата мира 2014 против сборной Антигуа и Барбуды Авеска забил свой первый гол за национальную команду.
В 2013 году в составе сборной Жуделин во второй раз принял участие в розыгрыше Золотого кубка КОНКАКАФ. На турнире он сыграл в матчах против сборных Гондураса, Сальвадора и Тринидада и Тобаго.
В 2015 году в составе сборной Авеска принял участие в розыгрыше Золотого кубка КОНКАКАФ. На турнире он сыграл в матче против сборной Гондураса.
В 2016 году Авеска попал в заявку на участие в Кубке Америки в США. На турнире он был запасным и на поле не вышел.

### Голы за сборную Гаити
| № | Дата           | Место                              | Противник         | Счет | Результат | Соревнование                     |
| - | -------------- | ---------------------------------- | ----------------- | ---- | --------- | -------------------------------- |
| 1 | 15 ноября 2011 | Сальвио Катор, Порт-о-Пренс, Гаити | Антигуа и Барбуда | 1:0  | 2:1       | Чемпионат мира 2014 квалификация |

## Достижения
Международные
Гаити
- Карибский кубок — 2012